# 吉崎航
吉崎 航（よしざき わたる、1985年 - ）は、日本のロボット研究者。ロボット制御ソフトウェアV-Sido OSの製作者。アスラテック株式会社技術開発部チーフロボットクリエイター。山口県生まれ。

## 経歴
- 徳山工業高等専門学校情報電子工学科から、千葉大学工学部情報画像工学科に編入。
- 2008年 - 奈良先端科学技術大学院大学情報科学研究科に所属しながら産業技術総合研究所技術研修生となる。
- 2009年7月7日 - 経済産業省所管の独立行政法人情報処理推進機構（IPA）の未踏IT人材発掘育成事業に採択されV-Sidoを製作[3]。
- 2010年6月 - 倉田光吾郎のプロジェクト「水道橋重工」に参加し、4輪走行巨大ロボットクラタスの制御を担当。
- 2010年6月11日 - Infinity Ventures Summit 2010 SpringのLaunch Padで優勝[4]。
- 2010年7月20日 - IPAから成果が評価されスーパークリエータに認定[5]。
- 2012年7月29日 - 幕張メッセで開催されたワンダーフェスティバル2012［夏］でクラタス初披露。
- 2012年11月28日 - 日本科学未来館にてクラタスを展示公開[6]。
- 2013年2月 - 株式会社V-Sido設立[7]。
- 2013年2月12日 - クラタスが文化庁メディア芸術祭第16回エンターテイメント部門優秀賞受賞[8]。
- 2013年7月5日 - ソフトバンク出資のもとアスラテック株式会社事業企画本部チーフロボットクリエイターに就任[9]。
- 2014年6月11日 - 新規ロボット事業発表会にて「V-Sido OS」を中心にロボット・ソフトウエア事業へ本格参入表明[10]。
- 2022年3月29日 - バンダイナムコグループが推進するガンダムのIP（キャラクターなどの知的財産）を活用した「ガンダムプロジェクト」のうち、サステナブルをテーマにしたプロジェクトの一つである「ガンダムオープンイノベーション」にチームBALLとして採択された[11]。

## 関連人物
- 倉田光吾郎 - オリジナルロボット「クラタス」の共同制作者
- ガンダム (架空の兵器)#実物大ガンダム